# Joseph Jessurun de Mesquita
Joseph Jessurun de Mesquita (Amsterdam, 7 september 1865 – 1 april 1890) was een Nederlandse fotograaf. Hij liet zich beïnvloeden door de uitgangspunten van het impressionisme en hij koos voor franjeloze registraties van het moment, niet geposeerd in een tijd dat de fotografie nog sterk werd gedomineerd door het geregisseerde en met decorstukken beladen werk van studiofotografen. Zijn bekendste foto is Kunstenaarsportretten uit 1888, een groepsportret van de Tachtigers Willem Witsen, Willem Kloos, Hein Boeken en Maurits van der Valk.
Joseph Jessurun de Mesquita werd ook bekend door zijn Gids voor den Amateur-Fotograaf (1889). Zijn jongere broer Samuel Jessurun de Mesquita was een bekend kunstschilder.

## Biografie
Joseph Jessurun de Mesquita werd geboren als zoon van Jozua Jessurun de Mesquita en Judith Mendes da Costa. Hij kwam uit een gegoed milieu. Zijn ouders woonden in de deftige Maarten Jansz Kosterstraat, vlak achter de Sarphatistraat. Toen Joseph acht jaar oud was, kwam zijn moeder te overlijden. Zes jaar later werd hij als leerling ingeschreven aan het Stedelijk Gymnasium te Amsterdam. De latere schrijver Frans Coenen was een klasgenoot van hem terwijl Herman Gorter twee klassen hoger zat. In 1881 richtte hij onder anderen met Albert Verwey de debat-club ‘Eloquentia’ op. Doel van deze club was “het beoefenen der fraaie letteren en welsprekendheid” dit werd gedaan door het geven van voordrachten bij de leden thuis of in het vergaderzaaltje van (voormalige) café Willemsen op de Heiligeweg 26-28 in Amsterdam.
Het is niet duidelijk waarom hij in 1883 het gymnasium verliet. Ook wat hij tot 1888 deed is onduidelijk. Wel is bekend dat hij in september 1888 in de Burmanstraat, in de buurt van de Oosterparkstraat, op kamers ging wonen. Hij liet zich daar inschrijven als ‘Photograaf’. Hij had veel belangstelling voor kunst, en vond dat voor fotografie een artistieke aanleg nodig was, wat indruiste tegen de gangbare opvatting dat fotografie maar een ambacht was.

Hij had ook literaire aspiraties, maar dat liep op niets uit. Hij verkeerde in kringen van de Tachtigers en stuurde twee keer literaire schetsjes op naar De Nieuwe Gids, die echter geweigerd werden. In 1889 publiceerde hij zijn Gids voor den Amateur-Fotograaf, die zo nu en dan nog te koop gevraagd wordt.
De bekende schilder Isaac Israels trof hem dood aan op zijn canapé op 1 april 1890. Hij had zich vergiftigd met cyaankali.

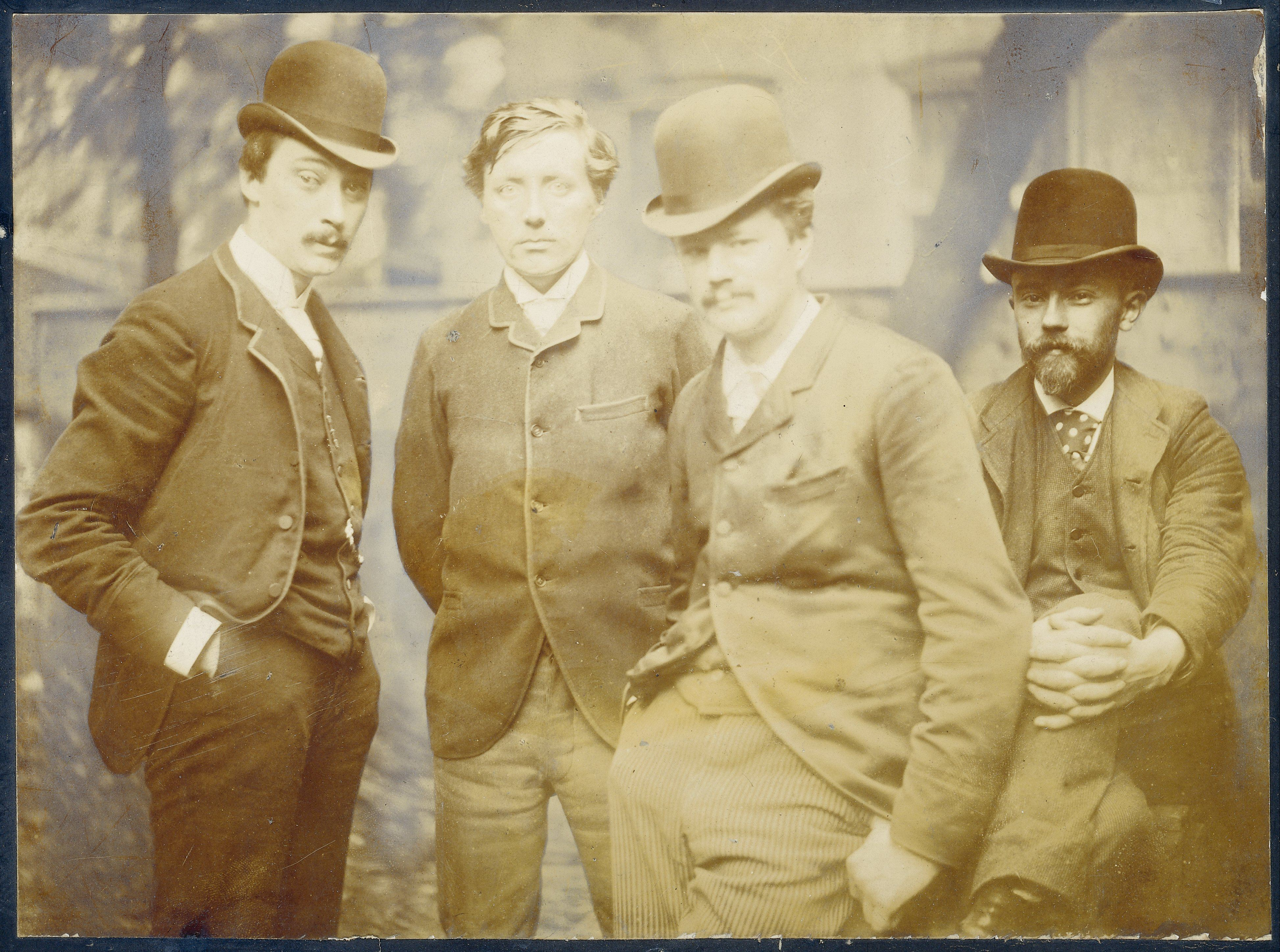
Kunstenaarsportretten. V.l.n.r. de Tachtigers Willem Witsen, Willem Kloos, Hein Boeken en Maurits van der Valk, 1888
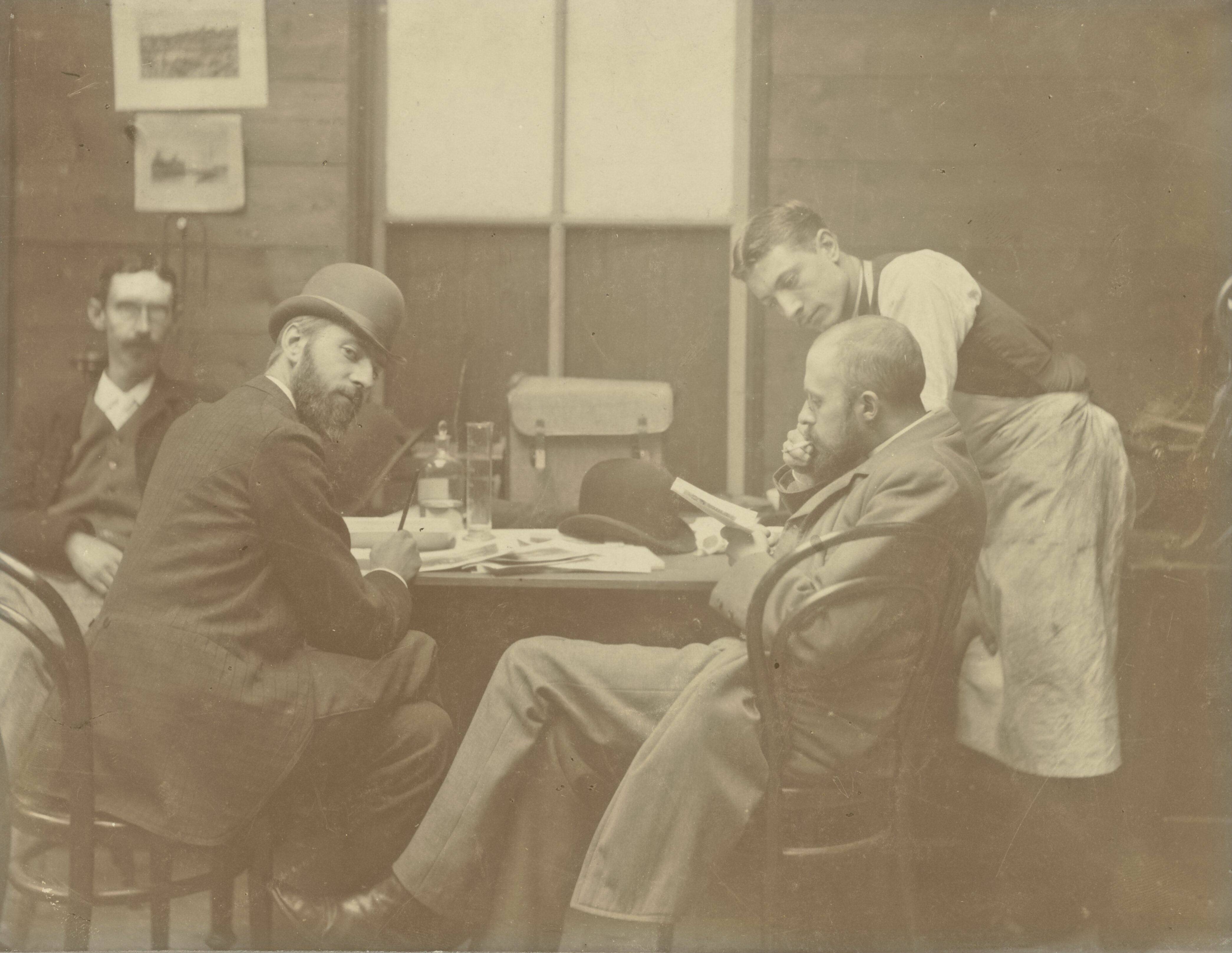
Philip Zilcken, Marius Bauer, Jan Veth en Martinus Mouton
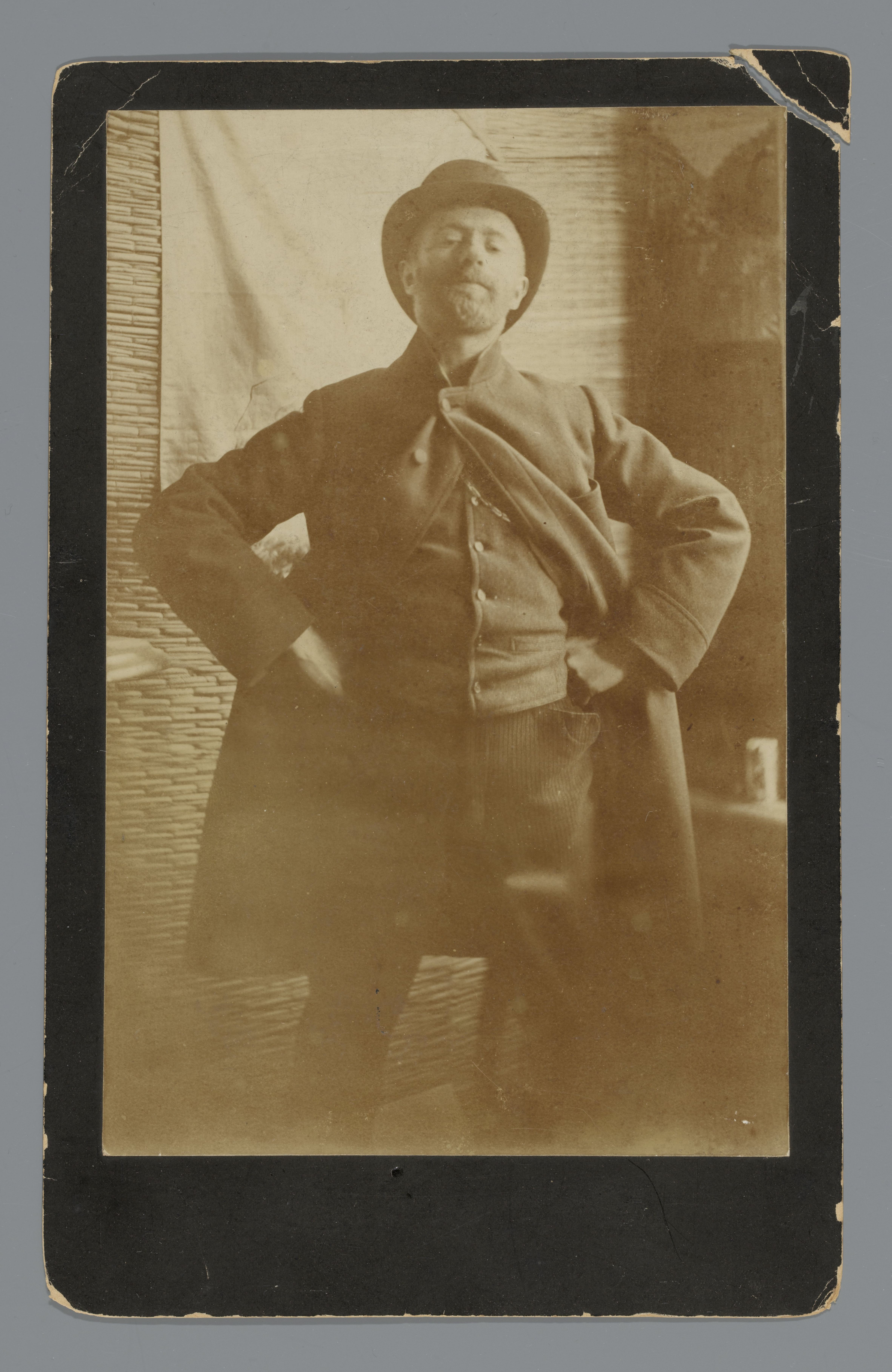
Isaac Israëls
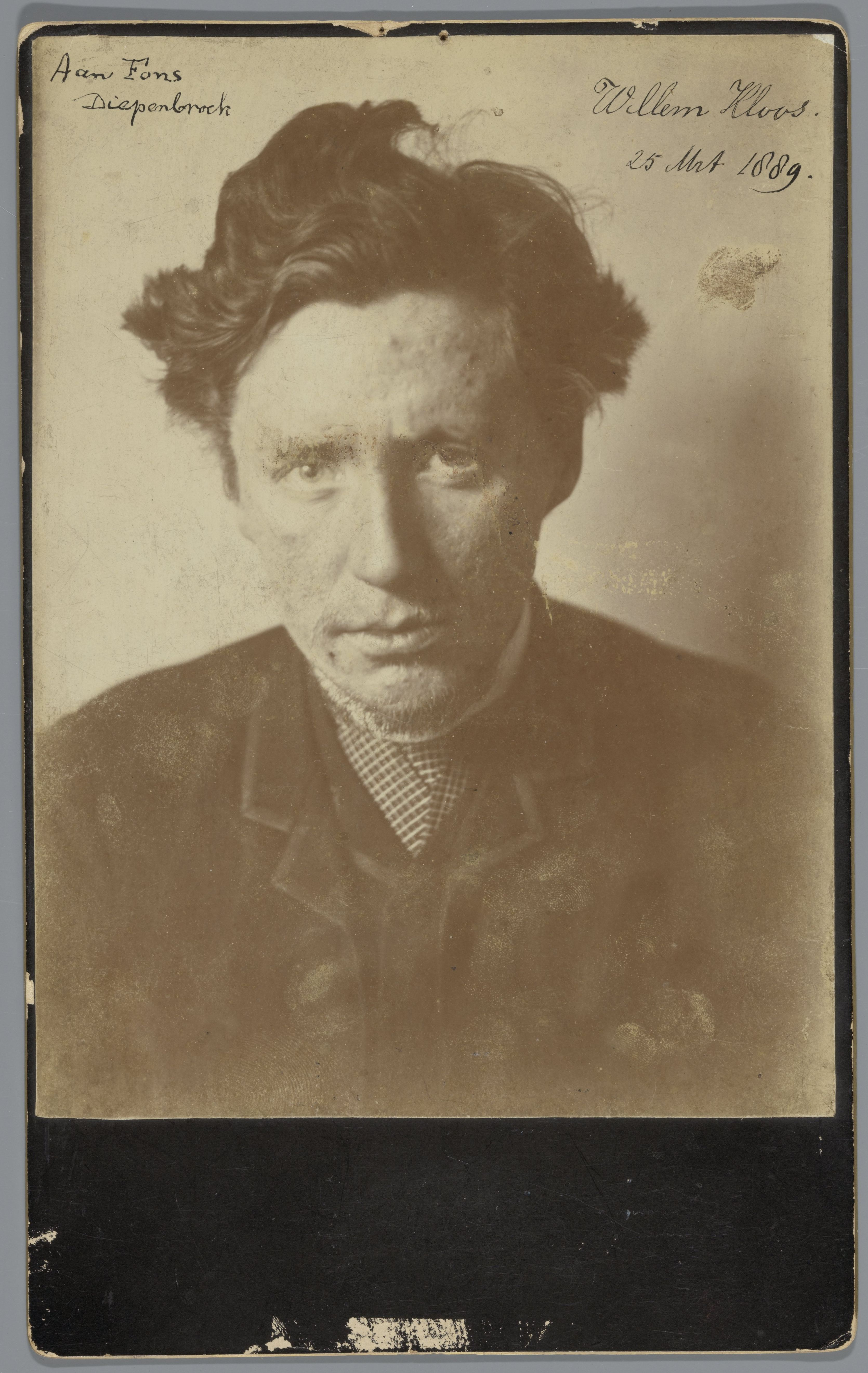
Willem Kloos
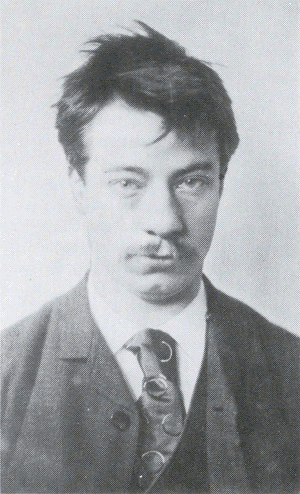
Albert Verwey in 1888 door Joseph Jessurun de Mesquita

## Werk in openbare collecties (selectie)
- Rijksmuseum Amsterdam[1]